# 晴れのち胸さわぎ
『晴れのち胸さわぎ』（はれのちむなさわぎ）シリーズは、1995年にカクテル・ソフトより発売された18禁恋愛アドベンチャーゲームである。
この項目ではこの作品の続編の『晴れのちときどき胸さわぎ!』および、ストーリーは繋がっていないが前作の『晴れのちおおさわぎ』も記述する。これらの作品に共通するのは、学園もので主人公は生徒会長であり、学園内で起きる事件を解決する物語となっている。カクテル・ソフトのHPでは「ふしぎな学園ラブコメディー」と紹介されている。

## 晴れのちおおさわぎ!
1989年9月にPC-9801版が発売された。
PC8801mk2SR以降版とX68000版とMSX2版も発売されている。  
カクテルソフトでは『きゃんきゃんバニー』の次に発売された作品である。パッケージには「おいしい学園ラブコメディADV」と書かれている。

### ストーリー
平凡な一地方都市郊外に位置する、美少女揃いの私立延陪山高校で幽霊さわぎが発生し、主人公の生徒会長が調査に乗り出す。
延陪山高校は主人公曰く、狭い校庭、まずい水、が得意技とのこと。

### 登場人物
山木 たかし（やまき たかし）
私立延陪山高校生徒会長、2年2組在籍。
本作の主人公。シリーズの例に漏れず女好きのお調子者である。ただ、生徒会といっても、生徒会室には常にたかししかいない。
三上 葉子（みかみ ようこ）
オカルト研究部長、2年4組在籍。
本作のメインヒロイン。緑色ロングヘアの眼鏡っ娘。内心主人公に惹かれており、何かと生徒会室に入り浸っている。得意技は保護者面。
藤崎 美枝子（ふじさき みえこ）
オカルト研究部員、1年1組在籍。
茶色のフワリとしたショートボブの後輩。幽霊騒動の噂について詳しいために最初に聞き込みを受ける。得意技はバクダン発言。
今川 理恵（いまがわ りえ）
演劇部長、2年4組在籍。
ピンクのおかっぱの同級生。怪しい人影を2回見たと証言。得意技は完璧な微笑。
上杉 綾香（うえすぎ あやか）
テニス部員、2年1組在籍。
茶色のポニーテールの同級生。謎の不快な金属音を聞いたと証言。得意技はなーんにも知らないこと。
吉原 舞妓（よしわら まいこ）
図書委員長、3年3組在籍。
群青色のロングヘアの先輩。代々霊感のある家系に生まれる。不審な物音が近付いて来るのを聞いたと証言。得意技は読書。
大内 好美（おおうち よしみ）
陸上部員、2年6組在籍。
茶色のショートヘアの同級生。軽いノリの主人公を嫌っている。不審な物を目撃したと証言。得意技は100mを11秒3で走れる俊足。
新田 有紀子（にった ゆきこ）
延陪山警察署の警務課巡査、広報担当。
赤いシャギーヘアの女性警察官。得意技は世間知らず。
稲田（いなだ）
延陪山高校内で覗きや下着泥棒を働いていた痴漢。
幽霊騒動の主犯と目されたが、異音などの怪現象とは無関係と主張。事実、逮捕後も怪現象は治まらなかった。
幽霊（ゆうれい）
延陪山城跡付近で明確に姿を目撃された。
全身が半透明で青白く光り、姫君のような和服を着ている。眼鏡を外した三上葉子によく似た、主人公たちと同年代の美しい女性。
戦国時代に延陪山を治めていた武将の姫君であり、恋仲の男と結ばれなかったことが未練となり地縛霊となっていた。

## 晴れのち胸さわぎ
1995年11月10日にPC-9801版が発売された。主人公がヒロインに殴られるシーンの多いことがコメディー要素として描かれている。
1996年にワコー出版から小説版が刊行されている。ISBN 4948732478

### ストーリー（胸さわぎ）
問題行動ばかり起こす主人公早乙女かずひこは、ある日校内で発生した下着盗難事件を調べることになる。 

### 登場人物（胸さわぎ）
早乙女 かずひこ（さおとめ かずひこ、名前は変更可能 / 小説版では早乙女和彦）
この作品及び、次作の主人公。舶用学院の生徒会長であるが、「スカートを膝上30cmにする」という公約を掲げて当選したなど、女好きの問題児である。現在は桃木家が大家のアパートに住んでいる。千尋をはじめとする女性陣から鉄拳制裁を受けることが多いが、次の瞬間には何事もなかったように復活している。
桃木 千尋（ももき ちひろ）
誕生日 7月7日　血液型 A型　身長 161cm　スリーサイズ 83/58/84
この作品及び、次作のメインヒロイン。勝ち気な性格で、何かにつけ問題を起こす主人公に鉄拳制裁を喰らわす日々を送っている。生徒会副会長で問題ばかり起こす生徒会長のかずひこの尻拭いをしている。かずひことは中学時代の家族同士のキャンプで知り合った仲だが、彼からは本気で男と思われていたため、女性扱いされていなかった。そのような経緯からかずひこに対しては、なかなか素直になれないでいる。
日宮 月美（ひのみや つきみ）
誕生日 6月10日　血液型 AB型　身長 158cm　スリーサイズ 82/54/85
龍神を祭る舶用神社の巫女。ある日、かずひこのことを「ご主人様」と呼び、現れる。巫女であり、霊能力の持ち主。
桃木 千秋（ももき ちあき）
誕生日 5月1日　血液型 B型　身長 160cm　スリーサイズ 84/58/85
千尋の姉で2人の通う舶用学院の教師（現代国語）を勤める。常日頃から食べることが好きだが、太らない体質の持ち主。
徳永 博子（とくなが ひろこ）
誕生日 7月23日　血液型 O型　身長 162cm　スリーサイズ 91/60/87
かずひこの同級生で、新聞部員。メガネっ子で巨乳。常日頃受けるかずひこのセクハラの被害に対しては、千尋と同様鉄拳制裁で応じている。新聞部員として何事にも首を突っ込みたがる性格である。
舶用 かなめ（はくよう-）
誕生日 9月23日　血液型 O型　身長　165cm　スリーサイズ88/58/86　　
主人公たちが通う学園の理事長。月美の叔母で巫女。
白石 押絵（しらいし おしえ）
不思議現象（UMA）好きで、かずひこに何かにつけちょっかいをかけてくる。

## 晴れのちときどき胸さわぎ
1997年4月25日にWindows 3.1版が発売された。

### ストーリー（ときどき）
前作での騒動をきっかけに晴れて恋人同士となったかずひこと千尋であったが、かずひこの女癖の悪さと問題児ぶりが改善されることはなく、前作同様、千尋の鉄拳制裁が続く毎日であった。学校内で起きた騒動の後、修学旅行で京都に向かう。

### 登場人物（ときどき）
この作品から登場したキャラクターを記す。
天津船 刻美（あまつふね ときみ）
誕生日 不明　血液型 AB型　身長 150cm　スリーサイズ 72/41/73
かずひこを「お兄ちゃん」と慕い、現れた女の子。日宮家と関わりがあるらしい。
日宮 雪美（ひのみや ゆきみ）　
誕生日 9月16日　血液型 A型　身長 170cm　スリーサイズ 87/56/86
かなめの妹で、刻美のお目付け役として現れる、巫女。キツい性格で鞭を持ち歩いている。
結城 なぎさ（ゆうき- ）　
誕生日 11月7日　血液型 B型　身長 155cm　スリーサイズ 84/54/85
かずひこたちが修学旅行で訪れた旅館のオーナーの娘。かずひことは中学時代の幼馴染で仲が良かった関係（友達以上恋人未満）である。
塔堂 真紀（とうどう　まき）　
誕生日 4月1日　血液型 A型　身長 163cm　スリーサイズ 81/58/83
修学旅行の際、かずひこたちのクラスを受け持ったバスガイド。

### スタッフ
- プロデューサー - 井手健介
- ディレクター - ひろもりさかな
- 原画 - 大田武志
- グラフィックチーフ - 甘露樹
- シナリオ - 南條しかし、さわべいづみ
- 音楽 - Rock'n Banana co,.ltd